# Rosanna Schiaffino
Pour les articles homonymes, voir Schiaffino.
 (février 2024).
Rosanna Schiaffino est une actrice italienne née le 25 novembre 1939 à Gênes dans la région de la Ligurie et morte le 17 octobre 2009 à Milan dans la région de la Lombardie. Actrice polyglotte, célèbre pour sa beauté et la diversité de ses rôles, elle a joué au cours de sa carrière dans de nombreuses productions italiennes et internationales.
En Italie, ou elle obtient ses rôles les plus marquants, elle incarne notamment l'énigmatique Aura dans le film fantastique La strega in amore de Damiano Damiani, la terrible Pupetta Maresca dans le drame noir Le Défi de Francesco Rosi, l'arrogante Margaret dans la comédie Échec à la reine de Pasquale Festa Campanile, la sensuelle Betia dans la comédie La Betìa ovvero in amore, per ogni gaudenza, ci vuole sofferenza de Gianfranco De Bosio et la belle Lucrezia dans la comédie La Mandragore d'Alberto Lattuada, rôle pour lequel elle reçoit une plaque d'or lors de la 11e cérémonie des David di Donatello en 1966. Elle joue également une bourgeoise élégante et vénale dans la comédie dramatique Les Garçons de Mauro Bolognini et une délicate hôtesse de l'air dans la comédie Rogopag de Roberto Rossellini.
À l'étranger, elle participe notamment au film de guerre Les Vainqueurs de Carl Foreman, au péplum L'Enlèvement des Sabines de Richard Pottier, au film de cape et d'épée Le Miracle des loups d'André Hunebelle, au drame historique L'Aigle noir de William Dieterle, au film d'aventures Les Drakkars de Jack Cardiff et au film d'espionnage Le Bal des espions de Michel Clément et Umberto Scarpelli.

## Biographie

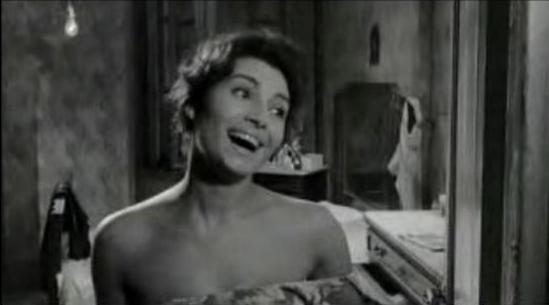
Rosanna Schiaffino dans Les Garçons (1959).

Fille d'un père italien et d'une mère d'origine égyptienne, elle naît en 1939 à Gênes dans la région de la Ligurie. Adolescente, elle débute comme mannequin et pose pour les magazines Le Ore et Life après avoir participé à plusieurs concours de beauté en Italie.
En 1956, elle débute comme actrice au cinéma dans la comédie Totò lascia o raddoppia? de Camillo Mastrocinque avec pour partenaire l’acteur comique italien Totò. La même année, elle incarne la princesse Angélique dans le film d'aventures Roland, prince vaillant de Pietro Francisci qui est réalisé d'après les poèmes Orlando innamorato de Matteo Maria Boiardo et Orlando furioso de L'Arioste. En 1958, elle tient le premier rôle du drame mafieux Le Défi de Francesco Rosi qui narre l'histoire du chef mafieux Pasquale Simonetti et de sa femme Pupetta Maresca. Ce film remporte notamment le grand prix du jury de la Mostra de Venise à sa sortie.
En 1959, elle donne la réplique à Marcello Mastroianni dans la comédie Un morceau de ciel d'Aglauco Casadio. Pour William Dieterle, elle incarne la jeune Maria dans le drame historique L'Aigle noir réalisé d'après le roman Doubrovski de l'écrivain russe Alexandre Pouchkine. Dans Les Garçons de Mauro Bolognini, elle multiplie les amours d'une nuit à la poursuite d'une illusoire fortune. Elle participe également à la comédie Ferdinand Ier, roi de Naples de Gianni Franciolini.

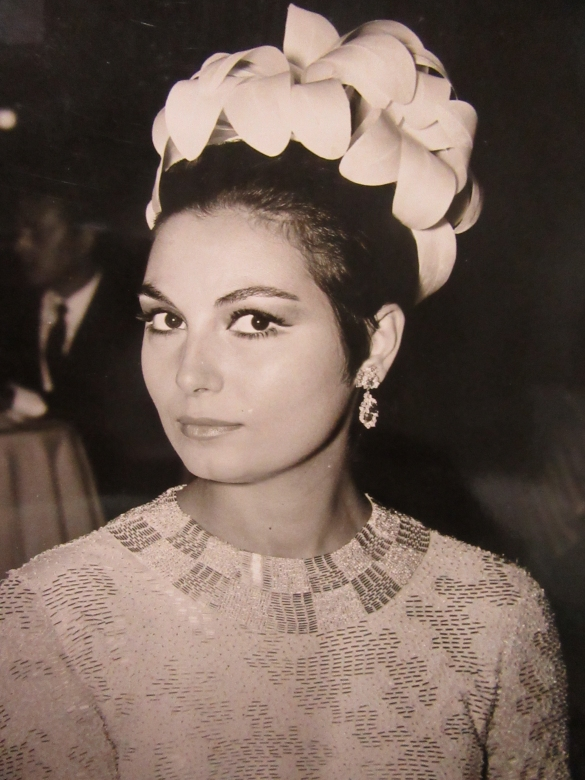
Photographiée en tant qu'invité au 25e concours de Miss Italie en 1965.

L'année suivante, elle donne la réplique à Michel Piccoli, Françoise Arnoul et Charles Régnier dans le film d'espionnage Le Bal des espions de Michel Clément et Umberto Scarpelli. Pour Silvio Amadio, elle incarne les personnages d'Ariane et Phèdre dans le film d'aventures Thésée et le Minotaure. Elle sert de monnaie d'échange dans le film de cape et d'épée Le Miracle des loups d'André Hunebelle, tourne pour Riccardo Pazzaglia et Jean Dréville et incarne la déesse Vénus pour Richard Pottier dans le péplum L'Enlèvement des Sabines.
En 1962, elle joue aux côtés d'Edwige Feuillère et de Gabriele Ferzetti dans le sketch Le Masque de la comédie Le Crime ne paie pas de Gérard Oury. Elle apparaît dans le film biographique Le Livre de San Michele de Giorgio Capitani et Rudolf Jugert réalisé d'après le roman éponyme et qui retrace l'histoire de la villa San Michele construite par le médecin suédois Axel Munthe. Elle joue également pour Vincente Minnelli dans le drame Quinze jours ailleurs aux côtés de Kirk Douglas, Edward G. Robinson et Cyd Charisse et pour Mario Camerini dans le drame historique Les Guérilleros.
Pour Roberto Rossellini, elle joue en 1963 le rôle d'une délicate hôtesse de l'air qui réussit à se défaire des avances d'un passager américain dans le sketch La Virginité de la comédie Rogopag. Elle est ensuite l'une des six vedettes féminines du film de guerre Les Vainqueurs de Carl Foreman et charme le jeune Jacques Perrin dans le drame La Corruption de Mauro Bolognini. En 1964, elle fait partie de la distribution internationale du film d'aventures Les Drakkars de Jack Cardiff et tient le principal rôle féminin dans le dernier film d'Edgar G. Ulmer, Sept contre la mort, tourné en Italie.
L'année suivante, elle incarne la belle Lucrezia dans la comédie La Mandragore d'Alberto Lattuada, l'adaptation au cinéma de la pièce éponyme de Nicolas Machiavel. Dans ce film, elle retrouve l'acteur comique Totò et côtoie Jean-Claude Brialy, Philippe Leroy et Romolo Valli. Pour ce rôle, elle obtient une Plaque d'or lors de la 11e cérémonie des David di Donatello et une nomination au Ruban d'argent de la meilleure actrice en 1966. La même année, elle donne la réplique à Stewart Granger dans le film d'espionnage Mission à Hong Kong d'Ernst Hofbauer.
En 1966, elle incarne l'énigmatique Aura dans le film fantastique La strega in amore de Damiano Damiani réalisé d'après le roman Aura de l'écrivain Carlos Fuentes. Elle donne la réplique à Tony Curtis, Nancy Kwan, Lionel Jeffries et Zsa Zsa Gabor dans la comédie britannique Arrivederci baby de Ken Hughes et prend part au film biographique Le Greco de Luciano Salce en jouant le rôle de la femme du célèbre peintre. L'année suivante, elle joue aux côtés d'Anthony Quinn, Rita Hayworth et Richard Johnson dans le film d'aventure Peyrol le boucanier de Terence Young réalisé d’après le roman Le Frère-de-la-Côte de Joseph Conrad et incarne une nonne dans le drame Le Journal intime d'une nonne de Julio Buchs.
En 1969, dans la comédie Échec à la reine de Pasquale Festa Campanile, elle joue le rôle de l'arrogante et cruelle actrice Margaret. Pour Alessandro Blasetti, elle tourne dans le film biographique Simon Bolivar consacré au général et homme politique vénézuélien Simón Bolívar. Deux ans plus tard, elle donne la réplique à Nino Manfredi, Ljubiša Samardžić, Mario Carotenuto et Eva Ras (sr) dans la comédie La Betìa ovvero in amore, per ogni gaudenza, ci vuole sofferenza de Gianfranco De Bosio réalisé d'après la pièce La Betia de Ruzzante. Elle retrouve Manfredi la même année dans la comédie romaine Trastevere de Fausto Tozzi et partage l'affiche de la comédie française 7 fois... par jour de Denis Héroux avec Jean Coutu.

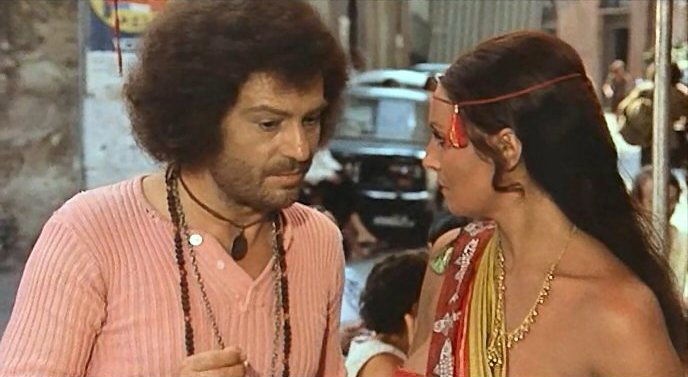
Avec Nino Manfredi dans Trastevere (1971).

En 1972, elle participe à la comédie Les Proxénètes d'Enzo G. Castellari qui est l'adaptation au cinéma du roman policier Le Roi des Mirmidous d'Henri Viard et Bernard Zacharias. L'année suivante, elle fait une incursion dans le domaine du western spaghetti avec Les Colts au soleil de Peter Collinson dans lequel elle côtoie Richard Crenna, Stephen Boyd, Farley Granger et Patty Shepard. Pour Duccio Tessari, elle tourne aux côtés de Rod Steiger, Rod Taylor et Claude Brasseur dans le film de guerre comique Les Enfants de chœur et interprète avec Lando Buzzanca et Jean-Pierre Cassel un étonnant ménage à trois dans la comédie Le Magnat de Giovanni Grimaldi.
En 1974, elle s'essaie au poliziottesco avec Il testimone deve tacere (it) de Giuseppe Rosati et au giallo avec L'Assassin a réservé 9 fauteuils de Giuseppe Bennati avant de tourner dans la comédie policière Commissariat de nuit de Guido Leoni avec Gastone Moschin et George Ardisson pour partenaires.
En 1975, elle apparaît dans le drame biographique Cagliostro de Daniel Pettinari (de) qui est consacré à la vie de l'aventurier Joseph Balsamo et dans le drame La trastienda de Jorge Grau aux côtés de Frederick Stafford et María José Cantudo (es). L'année suivante, pour son dernier rôle au cinéma, elle joue dans la comédie La ragazza dalla pelle di corallo (it) d'Osvaldo Civirani. En 1977, elle participe à l'adaptation à la télévision du roman Don Juan en Sicile de l'écrivain Vitaliano Brancati par Guglielmo Morandi (it) et se retire après les trois épisodes de cette mini-série.
Mariée en 1963 au producteur italien Alfredo Bini, elle épouse en secondes noces en 1977 l'entrepreneur italien Giorgio Falck. Son divorce avec Falck dans les années 1980 et les discussions autour de la garde de leur enfant attire alors l'attention de la presse people italienne. Atteinte d'un cancer du sein depuis 1991, elle décède à Milan en 2009 à l'âge de soixante-neuf ans des suites de cette maladie.

## Filmographie

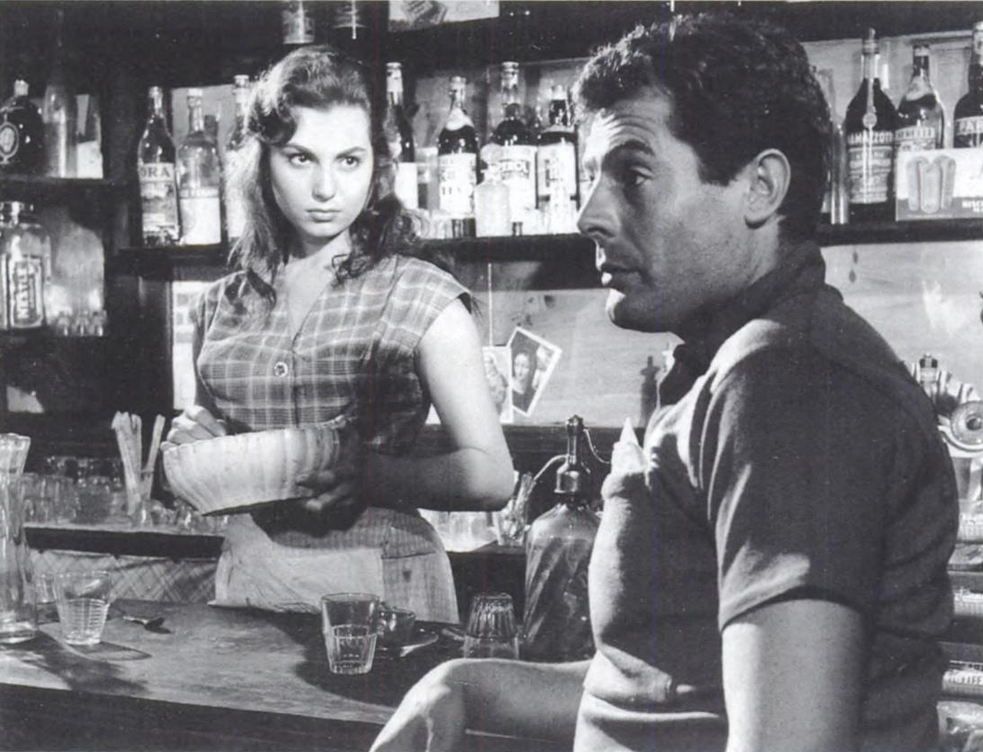
Rosanna Schiaffino et Marcello Mastroianni dans Un morceau de ciel en 1958.

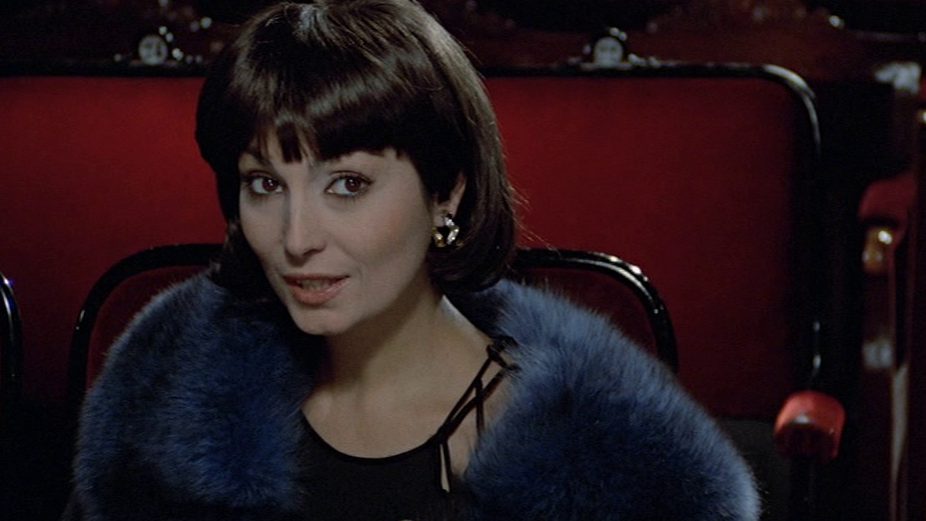
Dans L'Assassin a réservé 9 fauteuils (1974).

### Cinéma
- 1956 : Totò lascia o raddoppia? de Camillo Mastrocinque : Colomba
- 1956 : Roland, prince vaillant (Orlando e i Paladini di Francia) de Pietro Francisci : Angelica
- 1958 : Le Défi (La Sfida) de Francesco Rosi : Assunta
- 1958 : Un morceau de ciel (Un ettaro di cielo) d'Aglauco Casadio : Marina
- 1959 : L'Aigle noir (Il vendicatore) de William Dieterle : Mascha
- 1959 : Ferdinand Ier, roi de Naples (Ferdinando I° re di Napoli) de Gianni Franciolini : Nannina Scognamiglio
- 1959 : Les Garçons (La notte brava) de Mauro Bolognini : Rossana
- 1960 : Le Bal des espions de Michel Clément et Umberto Scarpelli : Flora
- 1960 : Thésée et le Minotaure (Teseo contro il minotauro) de Silvio Amadio : Princesse Fedra
- 1961 : La Fayette de Jean Dréville : Comtesse de Simiane
- 1961 : Le Miracle des loups d'André Hunebelle : Jeanne de Beauvais
- 1961 : L'Enlèvement des Sabines (Il ratto delle sabine) de Richard Pottier : Venus
- 1961 : L'onorata società (it) de Riccardo Pazzaglia : Rossaria
- 1962 : Les Guérilleros (I briganti italiani) de Mario Camerini : Mariantonia
- 1962 : Le Crime ne paie pas, sketch Le Masque, de Gérard Oury : Francesca Sabelli
- 1962 : Quinze jours ailleurs (Two Weeks in Another Town) de Vincente Minnelli : Barzelli
- 1962 : Le Livre de San Michele (Axel Munthe, der Arzt von San Michele) de Giorgio Capitani, Rudolf Jugert et Georg Marischka : Antonia
- 1963 : Rogopag, sketch La Virginité (Illibatezza) de Roberto Rossellini : Anna Maria
- 1963 : La Corruption (La corruzione) de Mauro Bolognini : Adriana
- 1963 : Les Vainqueurs (The Victors) de Carl Foreman : Maria
- 1964 : Les Drakkars (The Long Ships) de Jack Cardiff : Aminah
- 1964 : Sept contre la mort (Sette contro la morte) d'Edgar George Ulmer : Anna
- 1965 : Mission à Hong Kong (A 009 missione Hong Kong) d'Ernst Hofbauer : Carol Eden
- 1965 : La Mandragore (La mandragola) d'Alberto Lattuada : Lucrezia
- 1966 : La Sorcière amoureuse (Strega In Amore) de Damiano Damiani : Aura
- 1966 : Arrivederci baby (Drop Dead Darling) de Ken Hughes : Francesca di Rienzi
- 1966 : Le Greco (El Greco) de Luciano Salce : Jeronima de las Cuevas
- 1967 : Peyrol le boucanier (L'avventuriero) de Terence Young : Arlette
- 1967 : Le Journal intime d'une nonne (Encrucijada para una monja) de Julio Buchs : Sœur Maria
- 1969 : Échec à la reine (Scacco alla regina) de Pasquale Festa Campanile : Margaret Mevin
- 1969 : Simon Bolivar (Simón Bolívar) d'Alessandro Blasetti : Consuelo Hernandez
- 1971 : La Betìa ovvero in amore, per ogni gaudenza, ci vuole sofferenza de Gianfranco De Bosio : Betia
- 1971 : 7 fois... par jour de Denis Héroux : Eva
- 1971 : Trastevere de Fausto Tozzi : Caterina Peretti
- 1972 : Les Proxénètes (Ettore lo fusto) d'Enzo G. Castellari : Elena
- 1973 : Les Colts au soleil (Un hombre llamado Noon) de Peter Collinson : Fan Davidge
- 1973 : Les Enfants de chœur (Gli eroi) de Duccio Tessari : Katrin
- 1973 : Le Magnat (Il magnate) de Giovanni Grimaldi : Clelia
- 1974 : Il testimone deve tacere de Giuseppe Rosati : Luisa Sironi
- 1974 : L'assassin a réservé neuf fauteuils (L'assassino ha riservato nove poltrone) de Giuseppe Bennati : Vivian
- 1974 : Commissariat de nuit (Commissariato di notturna) de Guido Leoni : Sonia
- 1975 : Cagliostro de Daniele Pettinari : Lorenza Balsamo
- 1975 : La trastienda de Jorge Grau : Lourdes
- 1976 : La ragazza dalla pelle di corallo (it) d'Osvaldo Civirani : Laura

### Télévision
- 1977 : Don Giovanni in Sicilia (Série TV) : Ninetta

## Distinctions
- Plaque d'or lors de la 11e cérémonie des David di Donatello en 1966.
- Nomination au Ruban d'argent de la meilleure actrice en 1966 pour La Mandragore (La mandragola).
- Nomination au Ruban d'argent de la meilleure actrice en 1967 pour La strega in amore.
- Nomination au Ruban d'argent de la meilleure actrice en 1972 pour La Betìa ovvero in amore, per ogni gaudenza, ci vuole sofferenza.

## Sources
- Stefano Masi et Enrico Lancia (trad. de l'italien), Les Séductrices du cinéma italien, Rome, Gremesse, 1996, 226 p. (ISBN 88-7301-075-X, lire en ligne), p. 94-95.
- Roberto Poppi et Enrico Lancia, Le attrici, Rome, Gremesse, 2003 (ISBN 88-8440-214-X), p. 332-333.
- Jean-Claude Brialy, Le Ruisseau des singes, Paris, Robert Laffont, 2000 (ISBN 978-2-7028-4078-8).